# Thomas Muster
Thomas Muster, avstrijski tenisač, * 2. oktober 1967, Leibnitz, Avstrija.
Thomas Muster je nekdanja številka ena na moški teniški lestvici in zmagovalec enega posamičnega turnirja za Grand Slam, kot edini avstrijski tenisač. Osvojil je Odprto prvenstvo Francije leta 1995, ko je v finalu v treh nizih premagal Michaela Changa. Na turnirjih za Odprto prvenstvo Avstralije se mu je najdlje uspelo uvrstiti v polfinale v letih 1989 in 1997, na turnirjih za Odprto prvenstvo ZDA v četrtfinale v letih 1993, 1994 in 1996, na turnirjih za Odprto prvenstvo Anglije pa v prvi krog. Leta 1996 je bil šest tednov vodilni na moški teniški lestvici. V letih 1984 in 1992 je nastopil na olimpijskem turnirju. V letih 1990 in 1995 je bil izbran za avstrijskega športnika leta.

## Posamični finali Grand Slamov (1)

### Zmage (1)
| Leto | Turnir                    | Nasprotnik v finalu | Rezultat finala |
| 1995 | Odprto prvenstvo Francije | Michael Chang       | 7–5, 6–2, 6–4   |